# 광시 핑궈
광시 핑궈(중국어 간체자: 广西平果足球俱乐部, 정체자: 廣西平果足球俱樂部, 통용 병음: Guǎngxī Píngguǒ Zúqiú Jùlèbù, 한자음: 광서평과족구구락부, 좡어: Gvangjsih Bingzgoj Cukgiuz Gilozbu)는 중화인민공화국의 축구단으로, 광시 좡족 자치구 핑궈시를 연고로 하고 있다. 2018년에 창단되었으며 현재 중국 갑급리그에 참가하고 있다.

## 선수 명단

### 현역
참고: FIFA 자격 규정에 따라 소속된 국가대표팀 국기를 표시합니다. 선수는 복수의 FIFA 비회원국 국적을 가지고 있을 수 있습니다.
| 번호 | 포지션 | 국적 | 이름 |
| ---- | ------ | ---- | ---- |

| 번호 | 포지션 | 국적 | 이름              |
| ---- | ------ | ---- | ----------------- |
| 26   | MF     |      | 아리스토테 은카카 |

## 역대 감독
| 감독            | 임기        |
| --------------- | ----------- |
| 왕정현          | 2018 ~ 2019 |
| 가브리 가르시아 | 2023 ~ 2024 |
| 안드레          | 2024 ~      |

틀:광시 핑궈 선수 명단